# Xestoleberis pusilla
Xestoleberis pusilla is een mosselkreeftjessoort uit de familie van de Xestoleberididae. De wetenschappelijke naam van de soort is voor het eerst geldig gepubliceerd in 1941 door Elofson.